# Universidad Adolfo Ibáñez
Universidad Adolfo Ibáñez – prywatna uczelnia w Chile, zlokalizowana w Santiago. 